# Hedymiges aridoxa
Hedymiges aridoxa là một loài bướm đêm trong họ Noctuidae.